# 北条千夏
北条 千夏（ほうじょう ちなつ）は、日本の脚本家。主にアニメを中心に活動。

## 来歴
脚本家デビュー年は不明。首藤剛志によれば『まんがはじめて物語』に参加しているが、シリーズ最終作『まんがはじめて面白塾』と思われる。同番組で知己を得た首藤により『魔法のプリンセスミンキーモモ』に招かれ、構成補を担当した面出明美に次ぐ中核ライターとして活躍した。首藤には一貫して、個性的な脚本家であると好意的に評価されており、「存在自体がシュール」という人物評も語られている。
『ぼのぼの』への参加以降は、やすみ哲夫にも頻繁に起用されるようになった。また、冨岡淳広も北条を頻繁に起用しており、『ビックリマン2000』では「全く言うことを聞いてくれない」と面白がられた。『爆上戦隊ブンブンジャー』第42話に参加した際には、プロデューサーの久慈麗人から「冨岡さんが手札に隠し持っていた切り札にして秘密兵器」と紹介されている。
赤色灯をタクシーの空車ランプと勘違いし、パトカーを止めたことがある。

## 参加作品

### アニメ
1990年
- まんがはじめて面白塾

1991年
- 魔法のプリンセス ミンキーモモ

1994年
- 超くせになりそう
- 魔法陣グルグル

1995年
- 爆れつハンター
- ぼのぼの
- モジャ公
- 恐竜冒険記ジュラトリッパー

1996年
- はりもぐハーリー

1997年
- 忍ペンまん丸
- ネクスト戦記EHRGEIZ

1998年
- ああっ女神さまっ 小っちゃいって事は便利だねっ
- クレヨンしんちゃん
- ちびまる子ちゃん
- 万能文化猫娘
- 発明BOYカニパン
- AWOL -Absent Without Leave-

1999年
- おるちゅばんエビちゅ
- ビックリマン2000
- ワイルドアームズ トワイライトヴェノム
- ヨシモトムチッ子物語

2001年
- サンリオアニメ世界名作劇場
- パラッパラッパー
- 格闘料理伝説ビストロレシピ

2002年
- 王ドロボウJING
- スパイラル －推理の絆－
- 星のカービィ※「あんのうん」名義

2003年
- あたしンち
- ソニックX

2004年
- おれたちイジワルケイ
- チャーミーキティ
- RAGNAROK THE ANIMATION

2006年
- 西の善き魔女 Astraea Testament
- 魔界戦記ディスガイア

2007年
- シュガーバニーズ
- ゼロの使い魔〜双月の騎士〜
- はぴはぴクローバー
- ロビーとケロビー

2008年
- S・A〜スペシャル・エー〜
- ぜんまいざむらい
- 万田ファミリー劇場

2010年
- はなかっぱ

2011年
- IS 〈インフィニット・ストラトス〉

2012年
- あらしのよるに 〜ひみつのともだち〜

2013年
- 探検ドリランド -1000年の真宝-
- 幕末義人伝 浪漫

2014年
- インド版 忍者ハットリくん（第2期）

2015年
- やんやんマチコ

2016年
- インド版 忍者ハットリくん（第3期）

2018年
- 逆転裁判 〜その「真実」、異議あり!〜

2019年
- MIX

2023年
- MIX MEISEI STORY 2ND SEASON 〜二度目の夏、空の向こうへ〜

### ノベル
1996年
- ストリートファイターZERO〜春麗〜

### 特撮
2024年
- 爆上戦隊ブンブンジャー　挿入歌の作詞も担当